# Paul-Marie Leroy
Pour les articles homonymes, voir Leroy et Leroy (patronyme).
Paul-Marie Leroy est un ingénieur français, né le 4 septembre 1733 à Guyancourt (Yvelines) et décédé le 2 janvier 1795 à Oloron (Pyrénées-Atlantiques).
Paul-Marie Leroy est le fils d’Adrien-Claude Leroy, officier des chasses du roi, et de Marie-Françoise Bouteille.

## Carrière
De 1752 à 1765, Leroy travailla à Lorient comme sous-ingénieur pour la Compagnie des Indes. En 1766, il fut affecté par la Marine au service de la Mâture à Bayonne. Il fut alors envoyé dans la vallée d'Aspe, en Béarn.
Il fit aménager des chemins de mâture dans la forêt d’Isseaux pour l'évacuation des mâts, et un moulin à scie au port d'Athas. En 1768, il obtint son brevet d’ingénieur des ports et arsenaux de la Marine.
L'œuvre majeure de Leroy est l’aménagement du chemin de la Mâture du Pact, en face du fort du Portalet, extraordinaire exploit technique pour l'époque, qui permit l'exploitation de la forêt du Pact de 1774 à 1778.
L'activité de la Mâture cessa en 1783 dans la vallée d'Aspe. Leroy dirigea alors les travaux dans la vallée d'Ossau jusqu'à leur cessation en 1792. Il était ingénieur en chef depuis 1784. Il mourut à Oloron en 1795.

## LeMémoiresur la Mâture
Paul-Marie Leroy a écrit un mémoire sur les travaux de la Mâture qu’il dirigeait. En 1775, il envoya le manuscrit à Malesherbes, premier président de la Cour des Aides de Paris et directeur de la Librairie. Malesherbes, qui était venu dans les Pyrénées en 1767 et avait visité et apprécié les travaux de la Mâture, le communiqua au contrôleur général des Finances, son ami Turgot, qui donna aussitôt l’ordre de l’imprimer aux frais de l’État. Mais la gravure de douze très belles planches par Pierre-Claude de Lagardette prit du retard si bien que la disgrâce de Turgot obligea Leroy à faire imprimer son mémoire à Londres à ses frais :
- Mémoire sur les travaux qui ont rapport à l'exploitation de la Mâture dans les Pyrénnées [sic], Londres, 1776, 136 p. et 12 planches hors-texte[1].

Le ministre de la Marine, Sartine, en fit acheter 100 exemplaires par ses services et offrit une gratification de 1 200 livres à Leroy.
L'ouvrage commence par une description des Pyrénées, qui est une des toutes premières à avoir été publiée. Il décrit ensuite de façon détaillée les différentes opérations de la mâture, en insistant particulièrement sur le transport des mâts par le Chemin de la Mâture, puis par des radeaux, en descendant les gaves et l'Adour jusqu'à Bayonne.
Il a été reproché à Leroy d’avoir omis de mentionner ses prédécesseurs, pour s’attribuer tout le mérite des opérations de la Mâture des Pyrénées. C’est ainsi que parut, deux ans plus tard :
- Réfutation d'un mémoire que M. Le Roi, Ingénieur des Ports & Arsenaux de la Marine, donna en 1776, sur les travaux qui ont rapport à l'exploitation de la Mâture des Pyrénées, par un ancien commis dans cette partie, Amsterdam, 1778, 26 p.

L'auteur anonyme souligne particulièrement le rôle de l'intendant d'Étigny dans le succès de l'exploitation de la Mâture des Pyrénées.

Dans son mémoire, Leroy fait état de l'existence d'un homme sauvage d’environ trente ans, velu comme un ours dans la forêt d'Iraty, probablement atteint d’hypertrichose : 

« Il n'y a pas deux ans que les pasteurs de la forêt d'Iraty, proche de Saint-Jean-Pied-de-Port, aperçurent souvent un homme sauvage qui habitoit les rochers de cette forêt. Cet homme étoit de grande taille, velu comme un ours, alerte comme les hisars, d'une humeur gaie, avec l'apparence d'un caractère doux, puisqu'il ne faisoit de mal à rien. »

## Sources
- Jacques Dumonteil, « De la mâture en Aspe à la mâture aux armées », Généalogie des Pyrénées-Atlantiques, no 50, juin 1997, pp. 5-12.

À noter que la Biographie universelle ancienne et moderne de Michaud attribue par erreur, dans ses deux éditions (1819 et 1842) le Mémoire sur les travaux… à un officier de la Marine nommé Jean-Jacques-Sébastien Leroy (1747-1825), qui fut notamment employé par l'Empire Ottoman pour construire ses navires,.
- Acte de baptême de Paul-Marie Leroy, archives départementales des Yvelines, commune de Guyancourt, registre 1724-1746, vue 61/152.
- Acte de décès de Paul-Marie Leroy, archives départementales des Pyrénées-Atlantiques, commune de Oloron-Sainte-Marie, Oloron, décès 1793-1806, acte du 14 nivôse an III, vue 122/707.